# 浅井成海
浅井 成海（あさい なるみ / じょうかい、1935年5月28日 - 2010年6月6日）は、浄土真宗の僧・仏教学者。

## 略歴
福井市生まれ。龍谷大学卒、同大学院真宗学博士課程満期退学、龍谷大学文学部助教授、教授、2001年定年、名誉教授。2003年「法然とその門弟の教義研究 法然の基本教義の継承と展開」で龍谷大学より文学博士の学位を取得。浄光寺住職。
2010年6月6日、75歳で死去。

## 著書
- 『法に遇う人に遇う花に遇う 四季によせて』本願寺出版社 1988
- 『浄土教入門 法然上人とその門下の教学』本願寺出版社 1989
- 『真宗を学ぶ 愚にかえりて』永田文昌堂 1996
- 『いのち華やぐ こころの巻頭言集』本願寺出版社 1999
- 『仏教のこころ念仏のこころ』法藏館 2000
- 『悲しみをこえる人生』法藏館 伝道シリーズ 2001
- 『いのちを生きる 法然上人と親鸞聖人のみ教え』法藏館 2004
- 『聖典セミナー 三帖和讃 3  正像末和讃』本願寺出版社 2004
- 『法然とその門弟の教義研究 法然の基本教義の継承と展開』永田文昌堂 2004
- 『浄土真宗のご利益』第2版 真宗教会編 探究社 ほのぼの法話 2008
- 『浄土真宗の救い』第2版 探究社 2008

### 共編著・監修
- 『竜谷大学善本叢書 15 黒谷上人語灯録 和語』責任編集  同朋舎出版 1996
- 『真宗聖語熟語法話ヒント事典』池田勇諦共監修 四季社 2000
- 『真宗親鸞・蓮如現代名言法話文書伝道全書』池田勇諦,神戸和麿,早島鏡正共監修 四季社 2001
- 『夏空の向こうに』松井智惠,伯水永雄共著 本願寺出版社 2001
- 『法然と親鸞 その教義の継承と展開』編 永田文昌堂 六角会館研究シリーズ 2003
- 『日本浄土教の形成と展開』編 法藏館 2004
- 『「ただ念仏」に聞く』梯實圓共著 自照社出版 2007
- 『真宗聖語大辞典』渡邉晃純共監修 四季社 2008
- 『月々のことば 如来大悲の恩徳は身を粉にしても報ずべし 二〇〇九(平成二十一)年真宗教団連合法語カレンダー』白川晴顕,藤榮行信,清基秀紀共著 本願寺出版社 2008
- 『浄土を願って生きる 発願回向のこころと人生の指針』梯實圓共著 自照社出版 2009
- 『月々のことば 選択本願は浄土真宗なり 二〇一〇(平成二十二)年真宗教団連合法語カレンダー』川添泰信,貴島信行,松本智量共著 本願寺出版社 2009
- 『月々のことば 真宗教団連合法語カレンダー 2011(平成23)年』安藤光慈,黒田覚忍,清岡隆文共著 本願寺出版社 2010
- 『みんなで称える親鸞さまの詩 「宗祖讃仰作法」和讃解説』満井秀城共著 本願寺出版社 西本願寺の本 2011
- 『やさしく語る親鸞聖人伝』瓜生津隆真,淺田正博,黒田覚忍,森田眞円,白川晴顕,清岡隆文,貴島信行共著 本願寺出版社 2011

### 記念論文集
- 『日本浄土教の諸問題 浅井成海先生古稀記念論集』永田文昌堂 2011

## 論文
- Cinii